# Revelación total
 Revelación total  es el décimo quinto capítulo de la quinta temporada de la serie dramática El Ala Oeste.

## Argumento
En una nueva entrevista entre C.J. y Taylor Reid sale un nuevo tema que coge desprevenida a la secretaria de Prensa de la Casa Blanca: unas declaraciones del exvicepresidente John Hoynes en las que revela que tanto el presidente como Leo le intentaron persuadir para que no dimitiera. 
Enfadada, se pone en contacto con el periodista que ha realizado la entrevista: Greg Brock, quien, a cambio de varios favores, le entrega un disquete con la transcripción de las palabras de Hoynes. Horas después, se reunirá con los integrantes de la charla informal donde supuestamente le pedían que no dimitiese, dándose cuenta de varias mentiras. Por la noche, irá a verle a su despacho de abogados y le confirmará que solo quiere lavar su imagen, escribiendo un libro, y que no quiere volver a la política. Además, C.J. le pregunta si ha tenido varias infidelidades. Entre otras cosas, porque ella misma estuvo tentada de tener una relación con él años atrás, sabiendo que estaba casado. Asqueada por su pasado, acabará desahogándose con Toby.
Este, por su parte, ha mantenido una reunión intermitente con los líderes sindicales Shelly Lukens y Tom Broderick en la cafetería del Ala Oeste. Estos, rechazan el comercio con China, particularmente de sujetadores. Poco después, los asesores económicos de la Casa Blanca, Larry y Ed comentarán que deben elegir entre boicotear las importaciones de sujetadores chinos o hundir las exportaciones de coches. Tras unas breves consideraciones, los sindicalistas, que incluso habían planteado una huelga, se echarán para atrás en sus planteamientos.
Josh intenta evitar una aburrida reunión con el comité de cierre de bases militares, pero termina enfadándose más que nunca con su becario Ryan Pierce, a quien había dejado junto a Donna para sopesar varias opciones. Este ha tomado la iniciativa en las negociaciones, llamando al congresista Chris Finn (interpretado por Frank Ashmore) que, a cambio de no cerrar una base en su estado, favorecerá varias negociaciones demócratas esenciales.
Por último, el alcalde demócrata de Washington D. C. (interpretado por James Pickens Jr.) se reúne con el Presidente para tratar las subvenciones en las escuelas, para becar a las alumnos más brillantes para su ingreso en centros privados, algo que choca con el ideal de su partido. En dicha reunión es invitado Charlie, gran admirador del político, quien frece su punto de vista. Finalmente se decide iniciar un proyecto piloto para probar la iniciativa.

## Curiosidades
- En el guion del episodio, la web donde aparecían las declaraciones de John Hoynes era el conservador Drudge Report. Cuando se les pidió permiso para que aparecieran en la serie, los administradores del sitio respondieron que estaban muy ocupados, y que no pensaban colaborar con la fantasía de Aaron Sorkin.[1]

- Durante el episodio se propone el cierre de la base de Fort Drum, al norte del Estado de Nueva York. Por esa razón, la senadora Hillary Rodham Clinton y el congresista John McHugh –que son reales- escribieron una carta a Josh Lyman (personaje ficticio) instándole a que no volviese a aparecer en la serie dicha propuesta. Evidentemente, los responsables de El Ala Oeste no salían de su asombro.[1]

## Premios
- El ala oeste de la Casa Blanca: Nominada a la mejor serie dramática en los Premios Emmy.[1]